# Ferrocarril Santo Amaro
El Ferrocarril Santo Amaro fue un ferrocarril brasileño, concluido en 1883. Unía la región azucarera de la ciudad de Santo Amaro, en el Recôncavo bahiano al poblado conocido como Jacu. Los trenes de este ferrocarril realizaban un recorrido total de 36 km entre extremos.